# Collecteur et émetteur
Pour les articles homonymes, voir Collecteur et Émetteur.
En électronique, le collecteur et l'émetteur sont les électrodes principales du transistor bipolaire (l'autre étant la base). Ils jouent un rôle analogue à l'anode et à la cathode pour un tube à vide, ou au drain et à la source pour un transistor à effet de champ.
On utilise aussi généralement les appellations collecteur et émetteur pour l’IGBT, l'électrode de commande étant alors nommée grille.
Pour un transistor NPN, le sens conventionnel du courant est du collecteur à l'émetteur ; pour un PNP, c'est l'inverse.
Dans les deux cas, l'électrode de commande est référencée à l'émetteur.